# Srŏk Prâsat Sâmbor
Srŏk Prâsat Sâmbor (engelska: Prasat Sambour District) är ett distrikt i Kambodja.   Det ligger i provinsen Kompong Thom, i den centrala delen av landet, 150 km norr om huvudstaden Phnom Penh. Antalet invånare är 36 983.